# 池田忠継

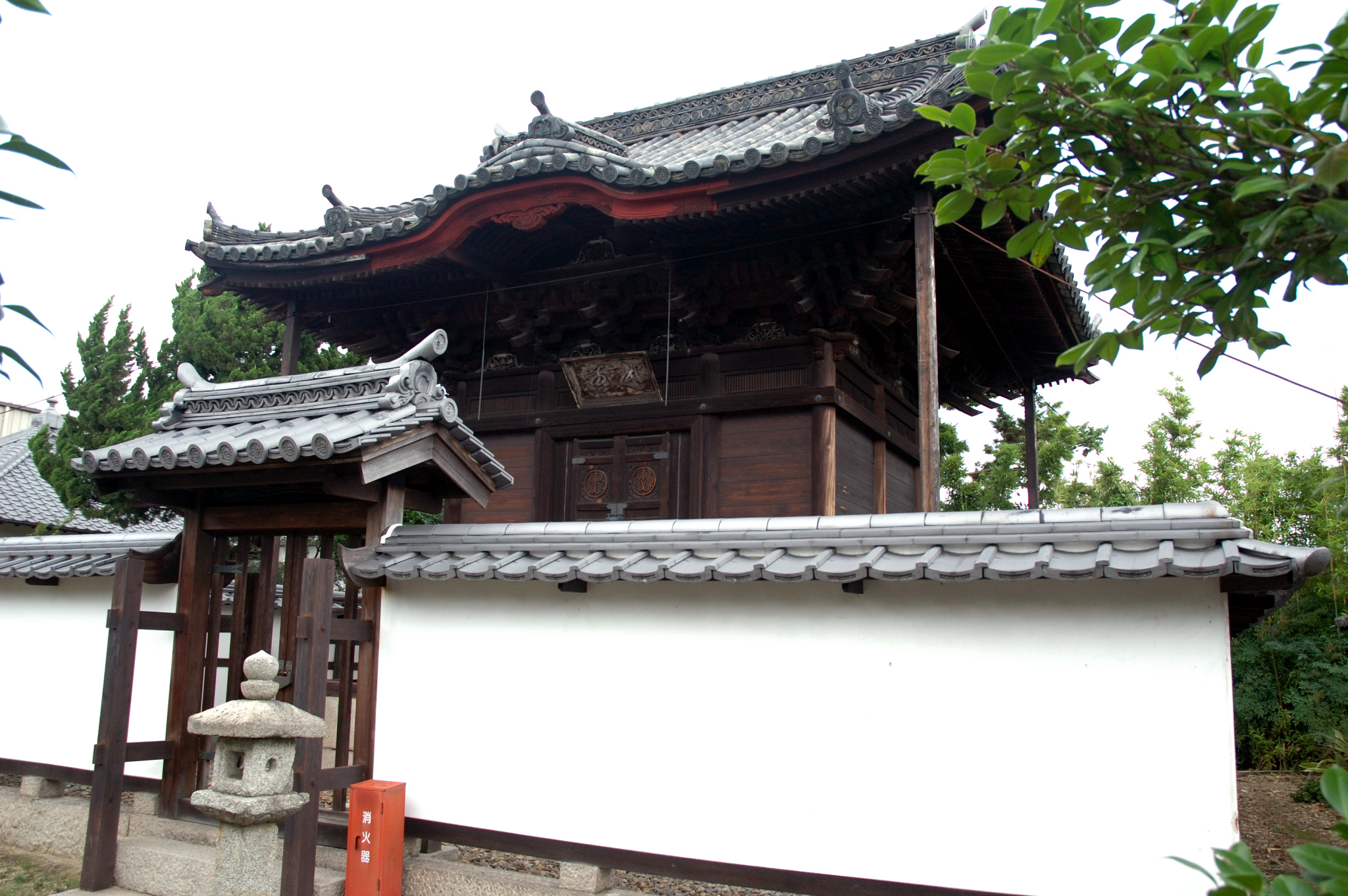
池田忠継廟

池田 忠継（いけだ ただつぐ）は、備前岡山藩初代藩主。因州池田家の祖。播磨姫路藩主・池田輝政の次男（実は五男）。母は徳川家康の次女・督姫。

## 生涯
慶長4年（1599年）2月18日、伏見で生まれる。徳川家康の外孫にあたるため、岡山藩を領した小早川秀秋が無嗣断絶により改易されると、慶長8年（1603年）に、わずか5歳で備前岡山28万石に封じられた。しかし、幼年の忠継に政務を取り仕切ることができるはずもなく、異母兄の利隆が執政代行として岡山城に入り、忠継は父の姫路城に留まった。
慶長19年（1614年）、父の死後、16歳で初のお国入りをし、父の遺領のうち、母・良正院の化粧料の西播磨10万石を分与され、計38万石を領した。そして兄の利隆と共に大坂冬の陣では徳川方として参戦したが、帰城後に発病して、翌慶長20年（1615年）に岡山城で死去した。享年17。森忠政の娘と婚約していたが、婚姻前に死去したため嗣子はなく、同母弟の忠雄が跡を継いだ。なお、忠継兄弟の系統は、忠雄の嫡男・光仲の時に因幡鳥取藩に転封となり、幕末まで続いた。
墓所（廟）は清泰院にあり、木像と位牌が安置され、遺体は廟の下に木棺の中に胡座姿で埋葬された。なお、清泰院は当初岡山県岡山市中区小橋にあったが、1964年（昭和39年）に国道橋建設のために岡山市南区浦安本町に移転し、それに伴い廟も1978年（昭和53年）に当地に移転した。岡山県指定重要文化財。

## 毒饅頭伝説
忠継の早世には、以下のような伝説が残っている。
忠継の母・督姫が実子である忠継を姫路城主にすべく、継子で姫路城主であった利隆の暗殺を企て、岡山城中で利隆が忠継に対面した際、饅頭に毒を盛って利隆に勧めようとした。女中が手のひらに「どく」と書いて見せたため、利隆は手をつけなかったが、これを察知した忠継は利隆の毒入り饅頭を奪い取って食べ、死亡した。こうして身をもって長兄で正嫡の利隆を守ったという。また、督姫もこれを恥じて毒入りの饅頭を食べて死亡したとされる。
史実としては忠継は、前述の通り慶長20年（1615年）2月23日に岡山城内で死去しており、督姫は同年2月4日に二条城内で死去し、京都・知恩院に埋葬されている。また、1978年（昭和53年）に忠継廟の移転の際に発掘調査が行われ、その際に毒死疑惑検証のため遺体の調査が行われた。その結果でも毒死の証拠は得られなかった。